# Transuraner
Transuraner er grundstoffer der har atomnumre højere end 92; urans atomnummer.
Alle grundstoffer med højere atomnumre end uran, er først blevet påvist efter at de er blevet kunstigt fremstillet. Med undtagelse af ganske små mængder af neptunium (93), plutonium (94) og americium (95), findes ingen af dem i naturlig tilstand. Enten har man opdaget dem i atomreaktorer eller efter kernevåbensprængninger - eller også har man målrettet fremstillet dem i laboratorier.
Transuraner, som endnu ikke er blevet fremstillet, eller som ikke har fået et officielt navn, får tildelt et midlertidigt navn af IUPAC. Navngivning af transuraner var under den kolde krig en kilde til kontroverser.
Alle transuraner er radioaktive. Mange fysikere formoder at der er mulighed for at finde stabile atomer i stabilitetsøen.

## Fodnoter
1. ↑  "Turen går til Island of Stability. Ingeniøren". Arkiveret fra originalen 12. oktober 2016. Hentet 4. maj 2014.

- Gyldendal Mini-lex. Fysik – side 144, Gyldendals forlag, ISBN 87-02-02547-7